# Гаррі Хаммонд Гесс
Гаррі Хаммонд Гесс (24 травня 1906 — 25 серпня 1969) — американський геолог і офіцер ВМС США під час Другої світової війни, якого вважають одним із «батьків-засновників» об'єднуючої теорії тектоніки плит. Він найбільш відомий своїми теоріями розповсюдження морського дна, зокрема роботою про взаємозв'язки між острівними дугами, гравітаційними аномаліями морського дна та серпентинізованим перидотитом, припускаючи, що рушійною силою цього процесу була конвекція земної мантії.

## Молодість і освіта
Гаррі Хаммонд Гесс народився 24 травня 1906 року в Нью-Йорку в родині Джуліана С. Гесса, члена Нью-Йоркської фондової біржі, та Елізабет Енгель Гесс. Він відвідував середню школу Есбері-Парк в Есбері-Парк, Нью-Джерсі. У 1923 році він вступив до Єльського університету, де збирався вивчати електротехніку, але закінчив його зі ступенем бакалавра геології. Він провів два роки геологом-розвідником у Північній Родезії. У 1934 році він одружився з Аннет Бернс.

## Викладацька кар'єра
Гаррі Гесс викладав протягом одного року (1932–1933) в Університеті Ратгерса в Нью-Джерсі та провів рік як науковий співробітник у Геофізичній лабораторії Вашингтона, округ Колумбія, перш ніж приєднатися до факультету Прінстонського університету в 1934 році. Гесс залишився в Прінстоні протягом усього решту своєї кар’єри та працював головою геологічного факультету з 1950 по 1966 рік. Він був запрошеним професором в Університеті Кейптауна, Південна Африка (1949–1950), та Університеті Кембриджа, Англія (1965).

## Гравітаційна експедиція ВМС-Прінстона до Вест-Індії в 1932 році
Гесс супроводжував доктора Фелікса Венінга Майнеса з Утрехтського університету на борту підводного човна ВМС США USS S-48, щоб допомогти у другій американській експедиції для отримання вимірювань сили тяжіння в морі. Експедиція використовувала гравіметр, або гравіметр, розроблений Мейнесом. Підводний човен пройшов маршрут від Гуантанамо, Куба, до Кі-Уеста, Флорида, і повернувся до Гуантанамо через Багами та регіон Теркс і Кайкос з 5 лютого по 25 березня 1932 року. Опис операцій і результати експедиції були опубліковані США. Гідрографічний офіс військово-морського флоту в гравітаційній експедиції ВМС-Прінстона до Вест-Індії в 1932 році.

## Наукові відкриття
У 1960 році Гесс зробив свій найважливіший внесок, який вважається частиною великого прогресу в геологічній науці 20 століття. У широко розповсюдженій доповіді Управлінню військово-морських досліджень він висунув загальноприйняту теорію про те, що земна кора відійшла вбік від довгих, вулканічно активних океанічних хребтів. Він зрозумів свої профілі океанського дна в північній частині Тихого океану лише після того, як Марі Тарп і Брюс Хізен (1953, Lamont Group) відкрили Великий глобальний розлом, що проходить вздовж Серединно-Атлантичного хребта. Спрединг, як пізніше було названо цей процес, допомогло утвердити попередню (але на той час загалом відкинуту) концепцію дрейфу континентів Альфреда Вегенера як науково гідну. Це викликало революцію в науках про Землю. Доповідь Гесса була офіційно опублікована в його «Історії океанських басейнів» (1962),  яка деякий час була єдиною роботою з найбільшою кількістю посилань у геофізиці твердої Землі . Гесс також брав участь у багатьох інших наукових починаннях, включаючи проект Mohole (1957–1966), дослідження здійсненності та методів глибоководного буріння.

## Смерть
Гесс помер від серцевого нападу у Вудс-Хоулі, штат Массачусетс, 25 серпня 1969 року, головуючи на засіданні ради космічних наук Національної академії наук США. Він був похований на Арлінгтонському національному кладовищі та посмертно нагороджений нагородою Національного управління з аеронавтики та дослідження космічного простору за видатну державну службу.

## Медаль Гаррі Х. Гесса
Американський геофізичний союз заснував медаль Гаррі Х. Гесса в його пам'ять у 1984 році, щоб "відзначити видатні досягнення в дослідженні будови та еволюції Землі та планет-сестер".

## Окремі публікації
- Hess, H.H. (1946). Drowned ancient islands of the Pacific basin. Am. J. Sci. 244 (11): 772—91. Bibcode:1946AmJS..244..772H. doi:10.2475/ajs.244.11.772.
  - Also in:
    - —— (1947). Drowned ancient islands of the Pacific basin. International Hydrographic Review. 24: 81—91.
    - —— (1948). Drowned ancient islands of the Pacific basin. Smithsonian Institution, Annual Report for 1947: 281—300.
- ——; Maxwell, J. C. (1953). Major structural features of the south-west Pacific: a preliminary interpretation of H. O. 5484, bathymetric chart, New Guinea to New Zealand.. Proceedings of the 7th Pacific Science Congress: Held at Auckland and Christchurch, New Zealand, 1949. Т. 2. Wellington: Harry H. Tombs, Ltd. с. 14—17.
- —— (1954). Geological hypotheses and the Earth's crust under the oceans. A Discussion on the Floor of the Atlantic Ocean. Proceedings of the Royal Society of London, Series A. Т. 222, № 1150. The Royal Society. с. 341—48. JSTOR 99224.
- —— (1955). The oceanic crust. Journal of Marine Research. 14: 423—39.
- —— (1955). Serpentines, orogeny and epeirogeny. У A. W. Poldervaart (ред.). Crust of the Earth. Geological Society of America, Special Paper No. 62 (Symposium). New York: The Society. с. 391—407. doi:10.1130/SPE62-p391.
- —— (1959). The AMSOC hole to the Earth's mantle. Transactions of the American Geophysical Union. 40 (4): 340—345. Bibcode:1959TrAGU..40..340H. doi:10.1029/tr040i004p00340.
  - Also in:
    - Hess, H.H. (1960). The AMSOC hole to the Earth's mantle. American Scientist. 47 (2): 254—263. JSTOR 27827541.
- —— (1960). Nature of great oceanic ridges. Preprints of the 1st International Oceanographic Congress (New York, August 31-September 12, 1959). Washington: American Association for the Advancement of Science. (A). с. 33—34.
- —— (1960). Evolution of ocean basins. Report to Office of Naval Research. Contract No. 1858(10), NR 081-067: 38.

## Інтернет-ресурси
- Harry Hess (1906–1969) A Science Odyssey: People and Discoveries
- Harry Hammond Hess Biography taken from Leitch, Alexander (1978). A Princeton Companion. Princeton University Press. ISBN 0-691-04654-9.
- AGU Harry H. Hess Medal
- James, Harold L. (1973). Harry Hammond Hess (1906–1969) (PDF). Washington DC: National Academy of Sciences.